# Yuchi (språk)
Yuchi är ett uramerikanskt isolatspråk som talas i delstaten Oklahoma i USA av yuchifolket. 

## Status
På grund av assimilering till muskogee- och engelskspråkiga språksamfund så finns endast ett fåtal åldriga talare av yuchi kvar. År 2000 fanns det uppskattningsvis 15 talare kvar, men detta antal hade minskat till 7 år 2006 och till 5 år 2010.